# Costa Voyager
Costa Voyager é um navio de cruzeiro atualmente operado pela Costa Crociere.
Costa Voyager foi construído em 1999 pelo estaleiro Blohm + Voss em Hamburgo, Alemanha, para a Royal Olympic Line, que acabou falindo alguns anos após a entrega do navio. Navegou também pela Iberojet e pela IberoCruceros antes de ser transferido à frota da Costa Crociere. Navegou como:Olympic Voyager, Olympia Voyager, Voyager, Grand Voyager e Costa Voyager.

## Facilidades
- 416 cabines
- 2 Restaurantes
- 4 Cafés e Bares
- Solário, piscinas, 2 jacuzzis
- Ginásio, SPA Center (Hidroterapia e massagens)
- Disco, Teatro, Casino
- Shopping Center
- Squok Clube
- Biblioteca e ponto de internet